# Aphanistes paupus
Aphanistes paupus là một loài tò vò trong họ Ichneumonidae.